# Dar-ol-Fonoun
Dar-ol-Fonoun (en persan : دارالفنون / Dâr-ol-Fonun, « maison des arts »), fut la première institution d'études supérieures en Iran, fondée en 1851.
Fondée par Amir Kabir, à l'époque vizir de Nassereddine Chah, Dar-ol-Fonoun était à l'origine conçue comme une école polytechnique afin d'éduquer les jeunes de la haute société perse en médecine, Ingénierie, sciences militaires et géologie. C'était une institution publique, financée par l'état, qui s'est développée au cours des années jusqu'à se transformer en université : l'université de Téhéran.
L'institut fut conçu par Mirza Reza Mohandes, qui avait étudié en Grande-Bretagne et construit par l'architecte Muhammad Taqi-khan Memar-Bashi sous la supervision du prince Qadjar Bahram Mirza. Des installations telles qu'une assemblée, un théâtre, une bibliothèque, une cafétéria et une presse furent construites pour l'institut.
Cette école d'élite dispensait des cours à 287 étudiants en 1889, et avait délivré des diplômes à 1 100 étudiants vers 1891. À cette époque, l'institut comptait 16 professeurs iraniens et 26 professeurs européens (dont de nombreux français).
80 ans après son ouverture, Dar-ol-Fonoun est réaménagé pour devenir un des lycées important de Téhéran. Après l'avènement de la République islamique, il devient l'école des maîtres et des instituteurs et après plusieurs changements, il est définitivement fermé en 1996. Depuis 1999, la restauration de l'édifice est entreprise par l'Administration de l'Héritage Culturel d'Iran. Il est devenu en même temps le centre d'archives de l'Éducation Nationale.